# Adiantum neoguineense
Adiantum neoguineense är en kantbräkenväxtart som beskrevs av Moore. Adiantum neoguineense ingår i släktet Adiantum och familjen Pteridaceae. Inga underarter finns listade.